# Куала-Белайт
Куала-Белайт — один з 8 мукімів (районів) округи (даера) Белайт, на заході Брунею.

## Адміністративний поділ
- Пекан Kuala Belait
- Кампонг Mumong 'A'
- Кампонг Mumong 'B'
- Кампонг Pandan 'A'
- Кампонг Pandan 'B'
- Кампонг Pandan 'C'
- Кампонг Sungai Melilit
- Кампонг Sungai Teraban